# Ugo Montemurro
Ugo Montemurro (* 1891 in Portoferraio; † 7. September 1979 in Sirmione) war ein italienischer Offizier.

## Militärische Laufbahn
Nach seiner Ausbildung an der Accademia Militare di Modena kam er 1913 als Leutnant zu den Bersaglieri. Im Ersten Weltkrieg war er einer der jüngsten Bataillonskommandeure und erhielt zahlreiche Auszeichnungen, darunter auch eine französische. Im Herbst 1917 nahm ihn der junge Erwin Rommel in der Schlacht von Karfreit gefangen, Montemurro gelang jedoch kurz danach die Flucht. Mit dem 8. Bersaglieri-Regiment nahm er 1918 an den Piaveschlachten teil.
1939 wurde Montemurro Kommandeur dieses Regiments, mit dem er Anfang 1941 fast zur selben Zeit wie Rommel in Nordafrika eintraf. Da Rommel sich noch persönlich an Montemurro erinnerte, unterstellte er sich ihn mit dem 8. Bersaglieri-Regiment zeitweise unmittelbar. Montemurro zeichnete sich mit seiner so genannten „Kolonne M“ in Nordafrika immer wieder aus und wurde bald bei Freund und Feind bekannt. Churchill erwähnte ihn bei einer Rede im Unterhaus, nachdem Montemurros Bersaglieri am 8. April 1941 bei El Mekili eine britische Panzerdivision aufgerieben und ihren Kommandeur gefangen genommen hatten.
Montemurro wurde 1946 noch zum Brigadegeneral befördert, 1949 schied er aus dem aktiven Dienst aus. In den Jahren danach kümmerte er sich um Kriegswaisen und arbeitete in der Associazione Nazionale Bersaglieri, deren Vizepräsident er wurde.
| Personendaten    | Personendaten          |
| ---------------- | ---------------------- |
| NAME             | Montemurro, Ugo        |
| KURZBESCHREIBUNG | italienischer Offizier |
| GEBURTSDATUM     | 1891                   |
| GEBURTSORT       | Portoferraio           |
| STERBEDATUM      | 7. September 1979      |
| STERBEORT        | Sirmione               |